# Фейндел, Уильям
Уильям Говард Фейндел (англ. William Howard Feindel; 12 июля 1918, Бриджуотер, Новая Шотландия — 12 января 2014) — канадский медик-нейрохирург, пионер методов нейровизуализации и директор Монреальского неврологического института. Член Королевского общества Канады, офицер ордена Канады, член Канадского медицинского зала славы.

## Биография
Уильям Фейндел родился незадолго до конца Первой мировой войны в Бриджуотере (Новая Шотландия). Его отец был извозчиком, мать — музыкантом. Он начал своё академическое образование в Университете Акадия, где на него обратила внимание профессор-ботаник Мюриэл Роско, разглядевшая его научный потенциал и ставшая его наставницей. Под влиянием Роско Фейндел после окончания первой степени по биологии продолжил своё образование в Университете Дэлхаузи, где изучал физиологию. В это время в центре его интересов была физиология зрения, что было связано с его собственным плохим зрением. Часть платы за обучение Фейндел вносил за счёт стипендий, а на остальное зарабатывал игрой на скрипке.
По настоянию Роско Фейндел подал заявку на Родсовскую стипендию, дающую право на учёбу в Оксфорде. Заявка была удовлетворена, но отправлению в Англию помешало начало Второй мировой войны. Фейндел, из-за плохого зрения признанный негодным для строевой службы, был направлен для ведения исследований для военных нужд в Монреальский неврологический институт, где ему довелось работать под началом ведущего канадского нейрофизиолога Уайлдера Пенфилда. Основной темой работы Фейндела в Монреале была траншейная стопа — распространённое на фронте заболевание ног, он работал также и с солдатами с черепно-мозговыми травмами и всерьёз заинтересовался нейрофизиологией. Во время проживания в Монреале Фейндел также женился на медсестре Фейт Лайман, которая оставалась его женой до самой его смерти, родив ему шестерых детей. Работу в Неврологическом институте он совмещал с учёбой в монреальском Университете Макгилла, где получил степень доктора медицины.
По окончании войны Фейндел реализовал своё право на учёбу в Оксфорде в 1946—1949 годах, получив там под руководством Грэма Уэдделла, профессора Легро Кларка и сэра Хью Кэрнса докторскую степень по нейроанатомии, после чего вернулся в Канаду. Проработав до 1956 года в МНИ с Пенфилдом и его коллегами, Фейндел занял в 1955 году должность профессора нейрохирургии в университете Саскачевана — первую в истории этого вуза. Через четыре года он занял аналогичный пост в Университете МакГилла, а ещё три года спустя возглавил нейрохирургическое отделение Монреальского неврологического института. В 1972 году Фейндел стал директором института, оставаясь во главе этой организации до 1984 года. За это время институт вырос в размерах вдвое за счёт строительства двух новых корпусов — Пенфилда и Уэбстера — и стал местом реализации передовых методик нейровизуализации, первым в Канаде и одним из первых в мире введя в строй приборы компьютерной томографии, МРТ и ПЭТ. Новейшие технологии нейровизуализации были в 1984 году сосредоточены в Центре нейровизуализации Макконнелла. После окончания работы в должности директора Фейндел остался старшим консультантом МНИ по нейрохирургии.
Среди других постов, занимаемых Уильямом Фейнделом, были должности члена управляющего совета (в 1980—1990), а затем канцлера (в 1991—1996 годах) Университета Акадия, члена совета экспертов ВОЗ по нейробиологии (с 1978 года) и куратора Архива Уайлдера Пенфилда (с 1977 года). Он возглавлял Канадское нейрохирургическое общество и Ассоциацию нейрохирургов Квебека, а также занимал пост вице-президента Американского неврологического общества.
Доктор Уильям Фейндел умер в январе 2014 года в возрасте 95 лет, оставив после себя вдову Фейт и пятерых из шести детей (сын Александр умер раньше него).

## Вклад в науку
За годы карьеры доктор Уильям Фейндел опубликовал свыше 500 статей в реферируемых научных журналах. В начале 1950-х годов, в процессе работы с Уайлдером Пенфилдом, он продемонстрировал роль миндалевидного тела в височной эпилепсии. В 1960-е годы вместе с Чарльзом Ходжем и Лукасом Ямамото он разработал методику флюоресцентной ангиографии при операциях артериовенозной мальформации мозга.
В дальнейшем Фейндел работал над методами ранней диагностики опухолей головного мозга и инсультов. При его участии была усовершенствована так называемая Монреальская процедура по лечению височной эпилепсии, связанная с иссечением антеро-мезиальной области височной доли мозга. В дальнейшем Монреальская процедура стала общепринятой методикой, приведшей к излечению тысяч пациентов.
Помимо собственно медицинских тем, Фейндел уделял большое внимание истории медицины и в особенности трудам физиолога XVII века Томаса Уиллиса — одного из основоположников нейробиологии, автора термина «неврология». В 1964 году он выпустил факсимильное издание трактата «Cerebri Anatome», впервые изданного Уиллисом за триста лет до этого. В 1984 году Ослеровская библиотека истории медицины Университета Макгилла избрала Уильяма Фейндела почётным хранителем. В 2013 году вышел сборник очерков Фейндела, посвящённых истории Монреальского неврологического института — «Images of the Neuro»; ко времени его смерти было запланировано издание ещё одного сборника, «The Brain Doctors».

## Награды и звания
Научная и административная деятельность Уильяма Фейндела была удостоена ряда государственных и общественных наград. В 1973 году он был избран членом Королевского общества Канады, а также получил звание почётного доктора четырёх канадских университетов. Среди его наград — звания офицера ордена Канады (1982) и великого офицера (высшая степень) Национального ордена Квебека (2002). В 2003 году он стал членом Канадского медицинского зала славы, а в 2001 году в Университете Макгилла была учреждена кафедра нейроонкологии, носящая имя Уильяма Фейндела.